# 化学発光

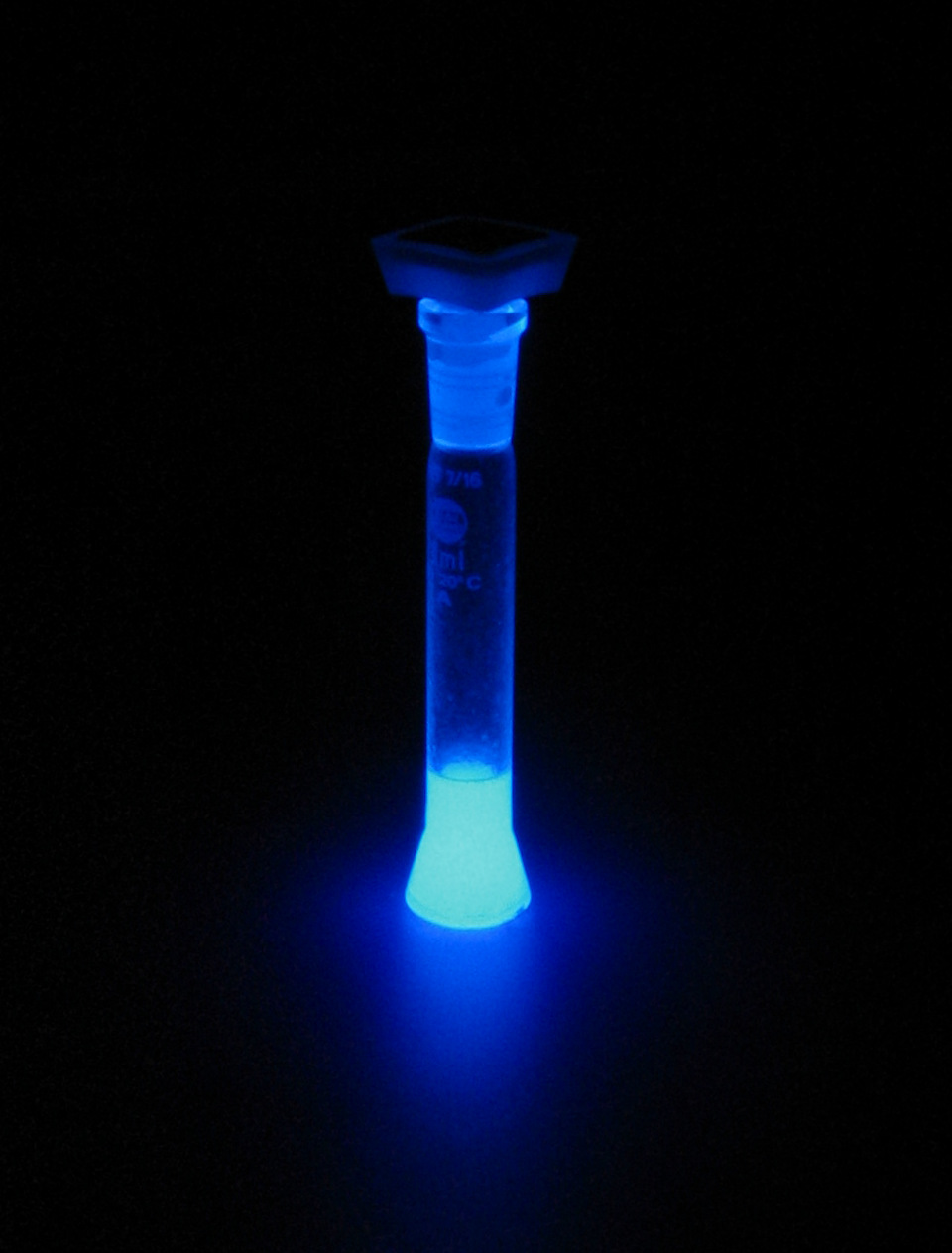
ルミノールの化学発光

化学発光（かがくはっこう）または、ケミルミネセンス（英: chemiluminescence）とは、化学反応によって励起された分子が基底状態に戻る際、エネルギーを光として放出する現象である。この中で分子単独が励起状態を形成するものを直接発光と呼び、系内に存在する蛍光物質等へエネルギー移動し、蛍光物質の発光が観測されるものを間接化学発光と呼ぶ。
代表的な化学発光を示す有機化合物の例としてルミノール、ロフィン、ルシゲニン、シュウ酸エステルがある。前者3つは直接発光であり、後者は間接化学発光である。
シュウ酸エステルの化学発光は過シュウ酸エステル化学発光と呼ばれている。
反応物AとB、励起状態の中間体◊、生成物、そして発光の関係は次の反応式で表される。
[A] + [B] → [◊] → [生成物] + 光
たとえば、適切な触媒の存在があるとして、[A]がルミノール、[B]が過酸化水素とすると反応式は次のようになる。
ルミノール + H2O2 → 3-APA[◊] → 3-APA + 光
ただし、
- 3-APAは3-アミノフタル酸
- 3-APA[◊]は、励起状態であり蛍光を発してエネルギーが低い状態になる。

励起状態[◊]のエネルギー低下は光の放出の原因となる。理論上、一つの光子は反応物の分子ごと、またはモルあたりの光子のアボガドロ定数ごとに放出されなければならない。実際には、非酵素反応での量子効率（QC）はめったに1%を上回らない。

## 液相反応

### ルミノール
鉄または銅または補助酸化剤の存在下の塩基性溶液中のルミノールは過酸化水素によって発光する。
ルミノール+ H2O2 → 3-APA[◊] → 3-APA + hν　　（3-APA…3-アミノフタル酸）
量子効率QCは1%である。この反応はルミノール反応といい、実験室では演示実験に用いられる。

### サイリューム

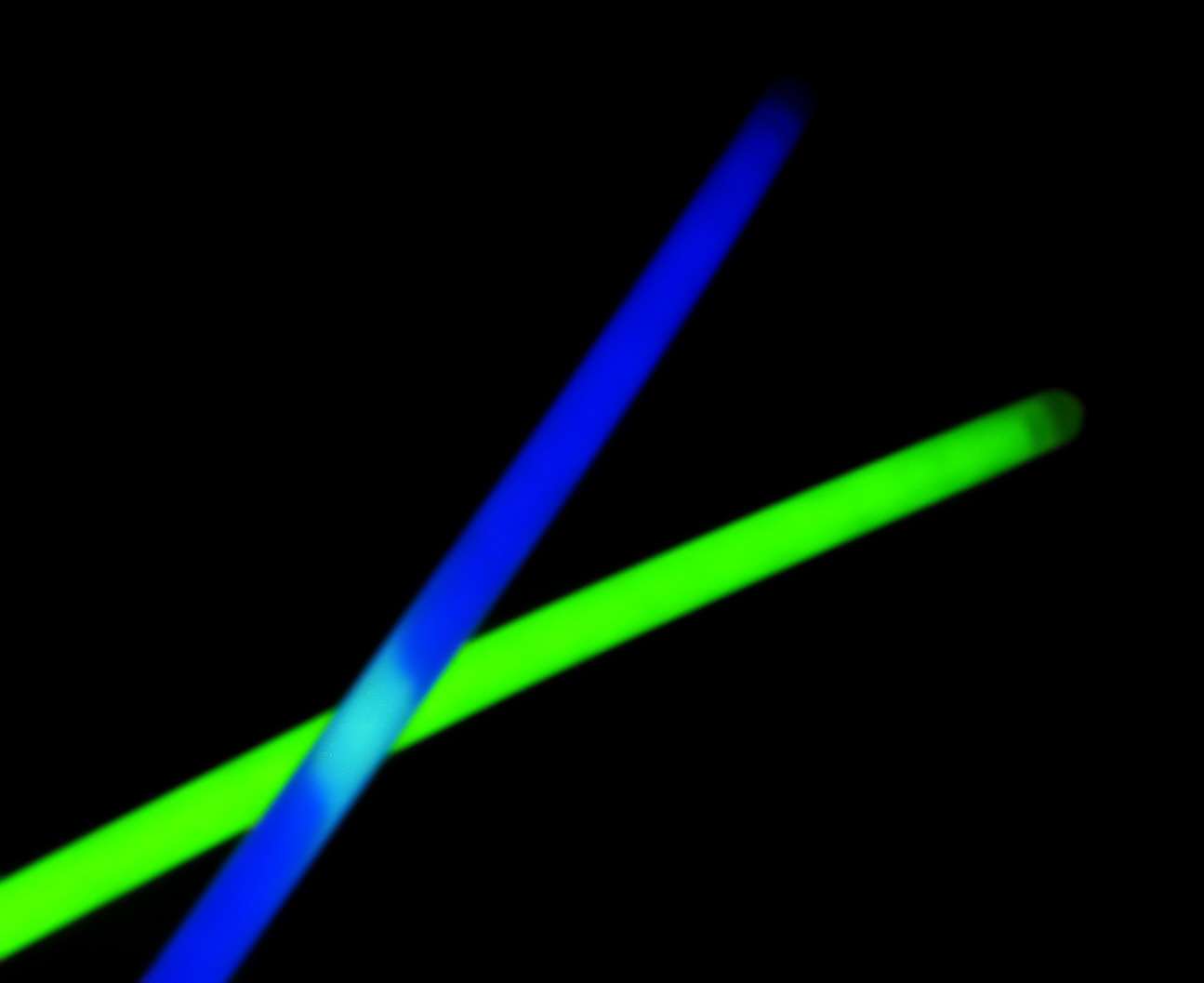
緑と青色のサイリューム

サイリュームでは、サリチル酸ナトリウムのような触媒の存在下、シュウ酸ジフェニルと過酸化水素とが反応することによって蛍光染料（dye）が励起され発光する。これは最も効率的な化学発光として知られている。量子効率は15%まで上がる。
シュウ酸ジフェニル+ H2O2 + dye → フェノール + 2CO2 + dye[◊]
励起された蛍光染料が基底状態になるとき光が放出され、その色は染料に依存する。
| 色   | 感光薬                                                        |
| ---- | ------------------------------------------------------------- |
| 青   | 9,10-ジフェニルアントラセン                                   |
| 緑   | 9,10-ビス(フェニルエチニル)アントラセン                       |
| 黄緑 | テトラセン                                                    |
| 黄   | 1-クロロ-9, 10-ビス(フェニルエチニル)アントラセン             |
| 橙   | 5,12-ビス(フェニルエチニル)ナフタセン、ルブレン、ローダミン6G |
| 赤   | ローダミンB                                                   |

### 塩化オキサリル
塩化オキサリルは上記の例と同じように酸化時に蛍光染料を発光させる。塩化オキサリルは蛍光染料の存在下、非水溶媒（たとえばジクロロメタン）中の過酸化水素で処理することで発光が得られる。蛍光色および強さ、そして発光時間は蛍光染料の種類に依存する。ローダミン6Gは、中程度の発光時間で鮮やかな橙色が得られる。

### Ru(bipy)32+
Ru(bipy)32+は、酸化剤で処理するとルテニウム(III)への酸化を経るルテニウム(II)錯体である。ルテニウム(III)錯体はアルカリ媒体中で還元されたとき光の放出が起こる。始めに、次の反応がある。
2Ru(bipy)32+ + PbO2 + 4H+ → 2Ru(bipy)33+ + Pb2+ + 2H2O
ここで、Ru(III)が得られる。さらなる反応は、アルカリ媒体の水素化ホウ素ナトリウム溶液（還元剤）の使用を含む。溶液が付加されたときRu(III)はRu(II)へ還元され、橙色の光を放つ。

### TMAE
TMAE (テトラキス(ジメチルアミノ)エチレン)は空気による酸化で明るい青緑色の光を放つ。

### ピロガロール
また、ピロガロール（1,2,3-トリヒドロキシベンゼン）も発光が可能である。ピロガロール、NaOHおよびK2CO3の水溶液とホルムアルデヒドと混合すると、一瞬赤い発光が起こる。

### 酸素
また、純粋な酸素（O2）も光を発する。30%過酸化水素と5%塩基性次亜塩素酸ナトリウムの水溶液を混合すると赤色の発光が起こる。しかし、これはかろうじて見える程度である。このような理由から、光の放出の強さと明るさを高めるためにしばしば感光剤が加えられる。光の色と強度は、用いられる感光剤に依存する。

### ルシゲニン
ルシゲニンの酸化はとてもよく知られた化学発光反応の一つである。ルシゲニン水溶液とエタノールまたはアセトンと過酸化水素を含む強塩基性水溶液とを混合すると、鮮やかな緑を放出し、それは青緑そして最終的には青色の放出に変化する。放出は条件が揃えば2-3分は続く。

### マンガン
マンガン(VII, IV, III)イオンを含む溶液は、水素化ホウ素ナトリウム溶液によってMn(II)へ還元されるとき化学発光（690nm）を示す。

### その他
他に、次のものが液相で化学発光を示す。
- ペルオキシオキサラート
- アリールオキサラート
- ジオキシエタン

## 気相反応

### 炭素を主体とする燃焼における火炎

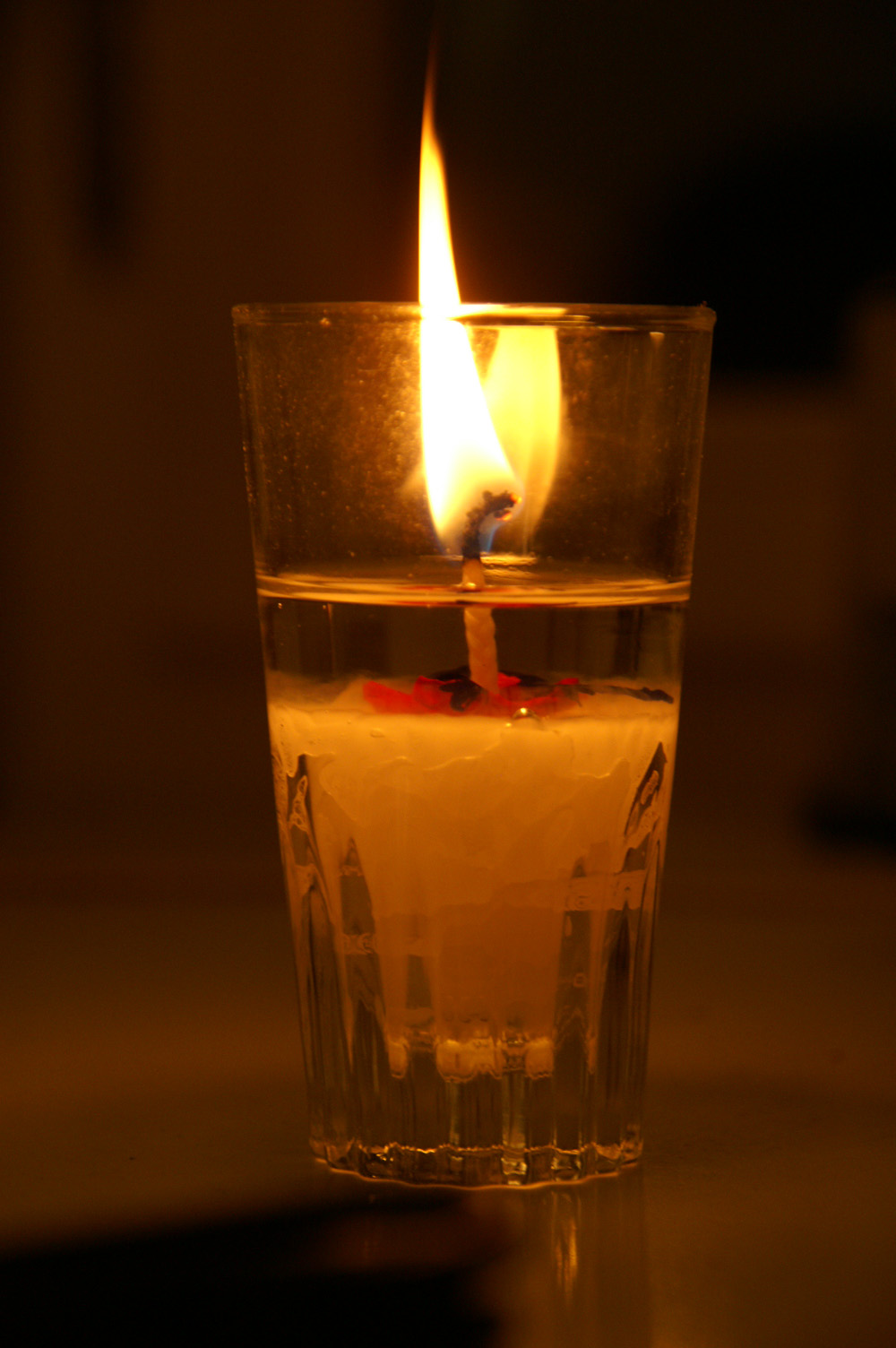
ろうそくの光

日常的に目にする機会の多い化学発光に、炭素系の燃料を燃焼させた時に生じる発光現象がある。これは化学反応によって生じた直後のOH、CH、C2といったラジカルが発するものである。またこれらの化学発光とは別に、高温となったすすのような固体から可視域から赤外線域まで幅広い連続スペクトルで放射される黒体放射による輝炎発光も火炎からの光に含まれる。
OHラジカルは、280nmと310nm付近、CHラジカルは、390nmと430nm付近、C2ラジカルは、470nmと510nm、560nm付近に強いバンドスペクトルを持つ光を放つため、OHラジカルを多く含む燃焼では発光色が近紫外になり、CHラジカルやC2ラジカルを多く含む燃焼では発光色が青色や青緑色になる。
水素のラジカルは特定のバンドスペクトルを持たずに無色に近くなる。
OHラジカルそのものは火炎中での寿命が比較的長いが、発光はラジカルの生成直後に起こる。OHラジカルの発生反応は、CHラジカルとO2分子の濃度の積に比例する。OHラジカルは炭化水素が酸素と反応して燃焼する領域で少量が生じるため、反応初期の領域か希薄混合気の領域での発光が多い。OHラジカルの発生反応を以下に示す。
{\displaystyle {\ce {CH + O_2 -> CO + OH^.}}}
CHラジカルの発生反応は、C2ラジカルとOHラジカルの濃度の積に比例する。OHラジカルが火炎中に広く分布するのに対して、C2ラジカルは炭化水素の反応領域にだけ発生するのでCHラジカルの発光も特定の領域となる。CHラジカルの発生反応を以下に示す。
{\displaystyle {\ce {C_2 + OH -> CO + CH^.}}}
C2ラジカルの発光は、炭化水素の反応領域にだけ発生し、その発光強度はOHラジカルやCHラジカルと比べて相対的に、希薄火炎では弱く濃厚火炎では強くなる。

## その他
- 古くから知られる化学発光反応に、湿った空気中での白リンの酸化があり、緑色の発光を生ずる。実際にはこの反応はリンの蒸気による気相反応であり、励起状態の (PO)2 と HPO が生成する[4]。
- 他の発光反応には、空気環境試験に応用される商用分析器具での一酸化窒素の検出がある。オゾンが一酸化窒素と結合すると活性化状態の二酸化窒素を形成する。

NO+O3  → NO2[◊]+ O2